# Rosay (Jura)
Pour les articles homonymes, voir Rosay.
Rosay est une commune française située dans le département du Jura, dans la région culturelle et historique de Franche-Comté et la région administrative Bourgogne-Franche-Comté.

## Géographie

### Climat
Pour des articles plus généraux, voir Climat de la Bourgogne-Franche-Comté et Climat du département du Jura.
En 2010, le climat de la commune est de type climat de montagne, selon une étude du Centre national de la recherche scientifique s'appuyant sur une série de données couvrant la période 1971-2000. En 2020, Météo-France publie une typologie des climats de la France métropolitaine dans laquelle la commune est exposée à un climat semi-continental et est dans une zone de transition entre les régions climatiques « Bourgogne, vallée de la Saône » et « Jura ». 
Pour la période 1971-2000, la température annuelle moyenne est de 9,7 °C, avec une amplitude thermique annuelle de 16,9 °C. Le cumul annuel moyen de précipitations est de 1 372 mm, avec 13,2 jours de précipitations en janvier et 9 jours en juillet. Pour la période 1991-2020, la température moyenne annuelle observée sur la station météorologique de Météo-France la plus proche, « Pimorin », sur la commune de Pimorin à 5 km à vol d'oiseau, est de 10,0 °C et le cumul annuel moyen de précipitations est de 1 517,6 mm. 
La température maximale relevée sur cette station est de 39 °C, atteinte le 12 août 2003 ; la température minimale est de −26,5 °C, atteinte le 20 décembre 2009,,. 
Les paramètres climatiques de la commune ont été estimés pour le milieu du siècle (2041-2070) selon différents scénarios d'émission de gaz à effet de serre à partir des nouvelles projections climatiques de référence DRIAS-2020. Ils sont consultables sur un site dédié publié par Météo-France en novembre 2022.

## Urbanisme

### Typologie
Au 1er janvier 2024, Rosay est catégorisée commune rurale à habitat très dispersé, selon la nouvelle grille communale de densité à sept niveaux définie par l'Insee en 2022.
Elle est située hors unité urbaine. Par ailleurs la commune fait partie de l'aire d'attraction de Lons-le-Saunier, dont elle est une commune de la couronne,. Cette aire, qui regroupe 139 communes, est catégorisée dans les aires de 50 000 à moins de 200 000 habitants,.

### Occupation des sols
L'occupation des sols de la commune, telle qu'elle ressort de la base de données européenne d’occupation biophysique des sols Corine Land Cover (CLC), est marquée par l'importance des forêts et milieux semi-naturels (61,6 % en 2018), une proportion identique à celle de 1990 (61,6 %). La répartition détaillée en 2018 est la suivante : 
forêts (61,6 %), prairies (33,8 %), zones agricoles hétérogènes (3,1 %), terres arables (1,5 %). L'évolution de l’occupation des sols de la commune et de ses infrastructures peut être observée sur les différentes représentations cartographiques du territoire : la carte de Cassini (XVIIIe siècle), la carte d'état-major (1820-1866) et les cartes ou photos aériennes de l'IGN pour la période actuelle (1950 à aujourd'hui).

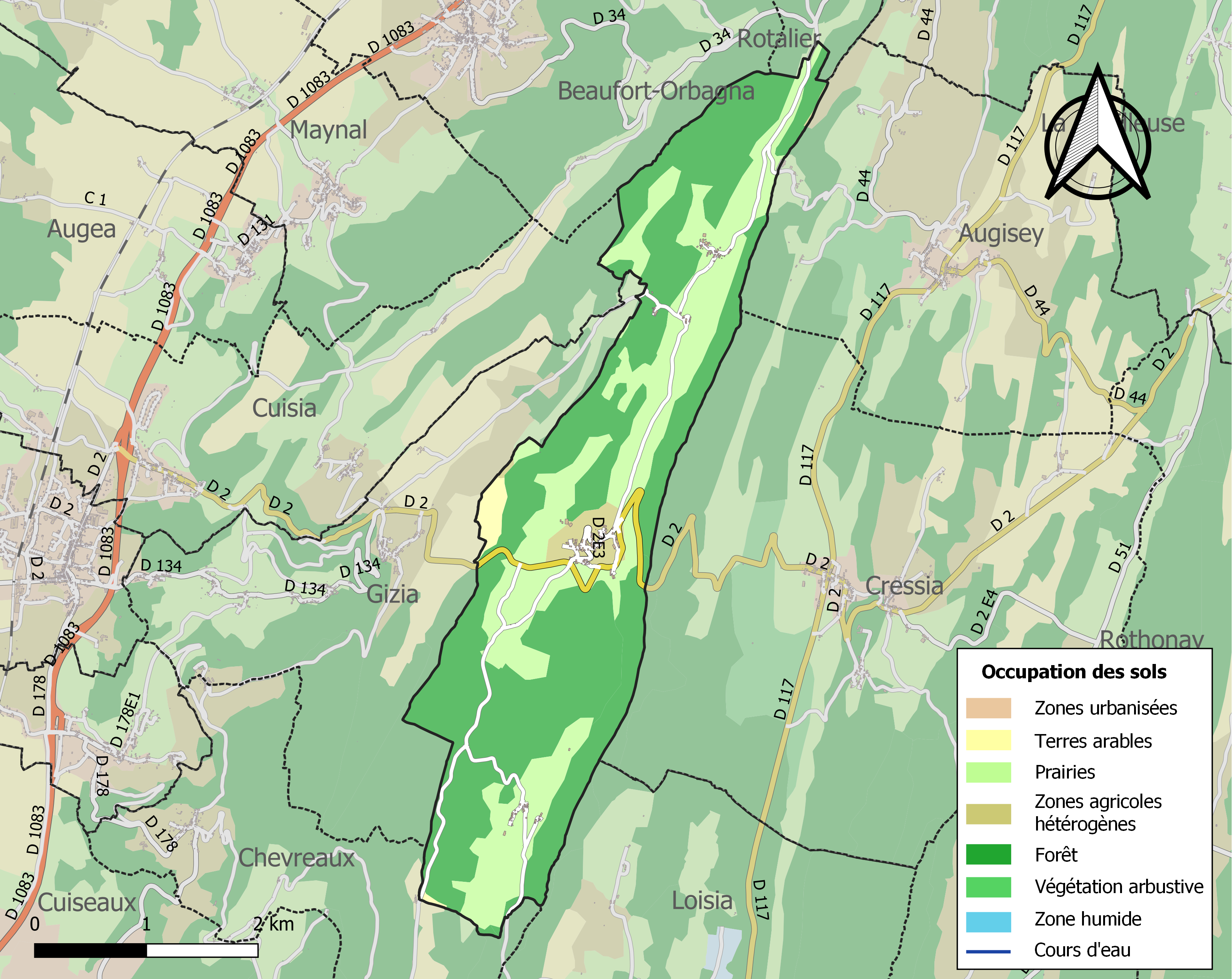
Carte des infrastructures et de l'occupation des sols de la commune en 2018 (CLC).

## Histoire
Au Moyen Age, la suzeraineté sur Rosay dépendait de la grande sirerie (seigneurie) du Revermont, et donc des Coligny, puis elle passa aux Chalon-Auxerre et Tonnerre [cf. Jean Ier en 1294 ; son petit-fils Jean II (1292-1361) la raccrocha à sa seigneurie de Montaigu, et leurs successeurs vers 1400 furent leurs cousins de Chalon d'Arlay]. La seigneurie directe de Rosay appartenait à une famille qui en avait pris le nom (alias de Roysillo, Rosello, Roselon, Rosellum, Roseyum, Roisillum, Roussillon, Ros(s)ey, Ro(u)set, Rozet, Roset, Rousay, Rosoy) : ainsi, Guillaume Ier et son frère Henri de Rosay sont cités vers 1175 et 1189, Girard en 1205, Guillaume II en 1211 et 1233 ; ils figurent parmi les bienfaiteurs de la chartreuse de Vaucluse ; la nécropole des Rosay était la chapelle de Rosay à Maynal ; Pierre, fils de Guillaume II, fit hommage en 1258 à Jean Ier de Cuisel pour Ecrilles, Marangea, et Vire-Châtel à Onoz, et fut le père de Guillaume III ; Huon, actif au XIIIe siècle sous les comtes Othon III et Othon IV, est le probable fils de Girard ; Guy vivait en 1289 ; Guillaume IV ou V est cité en 1375, 1381, 1408 : de sa femme Etiennette, fille de Guy Espagnol, il eut Guyette de Rosay.
L'héritière Guyette (Gérarde) de Rosay, maintenue dans la noblesse le 19 novembre 1429 par lettres patentes de Philippe le Bon et qui teste le 24 août 1437, épousa Guillaume Merceret (fl. 1396, 1429), issu d'une grande famille bourgeoise de Salins, dont trois filles : Etiennette Merceret, épouse de Guy d'Amange, conseiller-chambellan du comte-duc Philippe le Bon, capitaine de Châtillon-le-Duc et gardien de Besançon ; Guillemette, mariée à Othe Palouset, de Salins ; Gérarde, femme d'Henri de La Tour-St-Quentin, de Besançon (cf. le fief puis le comté de La Tour-Saint-Quentin, La Tour-Saint-Quentin (p. 77-79), dans la mouvance féodale de l'archevêque de Besançon), grand-écuyer et ambassadeur de Philippe le Bon ; et Marguerite Merceret, héritière de Rosay, mariée 1° à Jacques de l'Aubespin, puis 2° en 1403 à Guillaume (Ier) de Varax de Marcilly (ou Marcillia : Marcillat ?) en Bresse chalonnaise (fils de Jean et neveu d'Henri Ier de Varax ; Guichenon, dans son Histoire de Bresse et du Bugey, 1650, 3e partie, p. 384, appelle Marguerite Agnès de Rosey). Leur fils Guillaume (II) de Varax de Marcilly de Rosay leur survécut peu de temps et fut suivi par sa sœur, Guigone de Varax.
Guigone de Varax († ap. 1487), dame de Rosay et de Maynal en partie, maria 1° Guillaume de Montconis, puis 2° en 1465 Philibert de Bernauld, d'où : Charles de Bernauld, père de Louis, père lui-même de Joachim de Bernauld ; ce dernier, ruiné, dut céder Maynal en 1571, puis finit par perdre Rosay par décret. Louis de Chissey (Chissey ?) en est le seigneur en 1614, 1629. En 1660, c'est Joseph de Romanet de Moysia (Moysia à Romeney ? cf. Gigny, par Bernard Gaspard, p. 22) qui en est le maître, mari de Catherine de Caille(s) (et donc gendre de Clériadus de Cailles et beau-frère de Joseph de Cailles ? Mais Patricia Guyard, directrice des Archives départementales du Jura, les nomme tous de Romanet, exit Clériadus et Joseph de Caille(s)... ; Catherine de Caille vivait encore en 1698). Leur fils François-Irénée-Hardouin de Romanet († ap. 1732 ; marié à Jeanne-Thérèse de Falletans) succède comme seigneur de Rosay et de l'Abergement (à Rosay), suivi d'Emmanuel-Hubert-François-Dominique de Romanet († v. 1776), chevalier de St-Louis, baron de Rosay, époux de Madeleine d'Huart (elle achète en 1770 et par engagement la seigneurie de Poligny : cf. Alphonse Rousset, Dictionnaire de la Franche-Comté > Poligny, p. 161 ), d'où Joseph-Christophe-Emmanuel (v. 1747-1824), comte de Romanet, baron de Rosay, et le vicomte Marie-François-Nicolas-Charles de Romanet (baptisé en 1754), dernier seigneur engagiste de Poligny avec sa mère : ces deux frères et leur mère virent éclater la Révolution en 1789.

## Politique et administration
| Période   | Période  | Identité     | Étiquette | Qualité              |
| --------- | -------- | ------------ | --------- | -------------------- |
| mars 2001 | En cours | Marcel Guyot | DVG       | Agriculteur retraité |

## Démographie
L'évolution du nombre d'habitants est connue à travers les recensements de la population effectués dans la commune depuis 1793. Pour les communes de moins de 10 000 habitants, une enquête de recensement portant sur toute la population est réalisée tous les cinq ans, les populations de référence des années intermédiaires étant quant à elles estimées par interpolation ou extrapolation. Pour la commune, le premier recensement exhaustif entrant dans le cadre du nouveau dispositif a été réalisé en 2008.

En 2022, la commune comptait 119 habitants, en évolution de −4,8 % par rapport à 2016 (Jura : −0,81 %, France hors Mayotte : +2,11 %).
| 1793 | 1800 | 1806 | 1821 | 1831 | 1836 | 1841 | 1846 | 1851 |
| ---- | ---- | ---- | ---- | ---- | ---- | ---- | ---- | ---- |
| 581  | 461  | 569  | 398  | 592  | 567  | 561  | 600  | 550  |

| 1856 | 1861 | 1866 | 1872 | 1876 | 1881 | 1886 | 1891 | 1896 |
| ---- | ---- | ---- | ---- | ---- | ---- | ---- | ---- | ---- |
| 490  | 482  | 435  | 424  | 407  | 403  | 417  | 388  | 369  |

| 1901 | 1906 | 1911 | 1921 | 1926 | 1931 | 1936 | 1946 | 1954 |
| ---- | ---- | ---- | ---- | ---- | ---- | ---- | ---- | ---- |
| 318  | 335  | 345  | 295  | 268  | 242  | 220  | 201  | 195  |

| 1962 | 1968 | 1975 | 1982 | 1990 | 1999 | 2006 | 2008 | 2013 |
| ---- | ---- | ---- | ---- | ---- | ---- | ---- | ---- | ---- |
| 182  | 157  | 121  | 105  | 114  | 139  | 132  | 130  | 126  |

| 2018 | 2022 | - | - | - | - | - | - | - |
| ---- | ---- | - | - | - | - | - | - | - |
| 125  | 119  | - | - | - | - | - | - | - |

## Culture locale et patrimoine

### Lieux et monuments
- Château

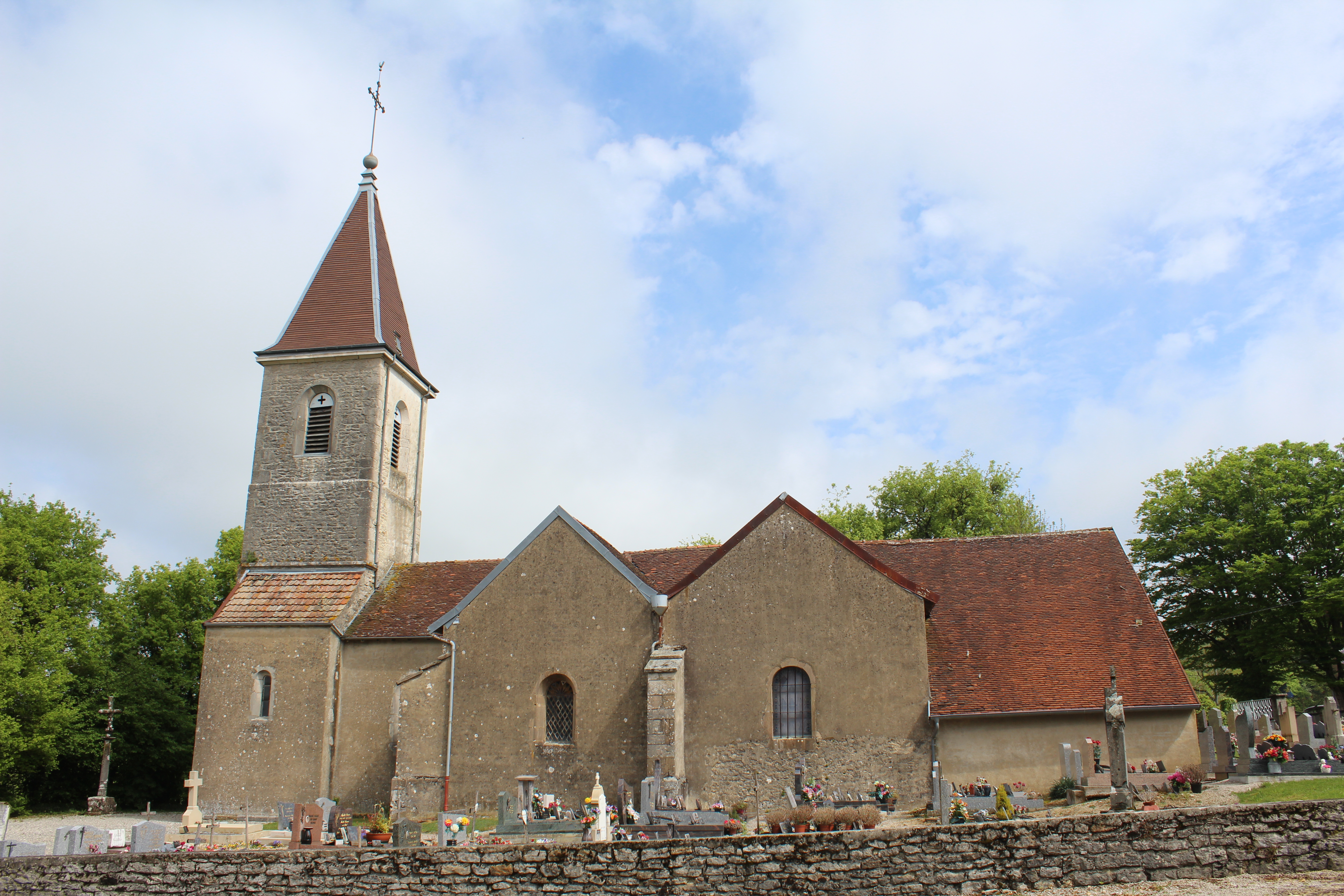
Église Saints-Pierre-et-Paul.

- Église : située dans le Diocèse de Saint-Claude, elle est desservie par la Paroisse Saint-François d'Assise en Revermont. Le curé est le père René Daubigney.
- Graveleuse et sa chapelle templière du XIIe siècle[19],[20]. Graveleuse fut ensuite une annexe de la commanderie Hospitalière de Varessia[21] puis de celle d'Arbois au sein du grand prieuré d'Auvergne[22].

### Héraldique
La famille de Rosay portait pour armes : « D'azur à trois besants d'or ».